# The Magic Skin (film 1915)
The Magic Skin è un film muto del 1915 diretto da Richard Ridgely.
La "pelle magica" del titolo è la pelle di zigrino del romanzo di Balzac: al contrario del romanzo, dove il protagonista finisce male, nel film di Ridgely la storia del giovane che cede alle tentazioni termina invece con un lieto fine, perché lui si risveglia dall'incubo e, accortosi che ha sognato, mette la testa a posto, lascia l'amante e si sposa con una brava ragazza.

## Trama
Pieno di debiti, il giovane Ralph accetta del denaro da Joseph, il suo servitore; denaro che gli permetterà di vivere a Parigi e di fare lì i suoi studi musicali. Il giovane si innamora dell'angelica Pauline, la figlia della sua nuova padrona di casa, ma, ben presto, si lascia irretire da una gelida bellezza, Flora Margot, che fa di lui il suo nuovo amante. Per esaudire i desideri dell'esigente Flora, Ralph si reca da un antiquario per acquistarle un gioiello. Mentre aspetta, però, cede al sonno.
Il negoziante, nel sogno, si trasforma in Mefistofele: il tentatore gli offre un'antica pelle, un magico amuleto che potrà procurargli ogni piacere in cambio della sua anima. Il patto è concluso: ogni suo desiderio viene esaudito, Ralph vive ora in maniera sfrenata e appagante. Ma la pelle magica non è inesauribile: il giovane si accorge che si ritira sempre di più, ad ogni desiderio diventa sempre più piccola e che ormai non gli resta molto da vivere. Malato, viene abbandonato dalla sua amante mentre la povera Pauline, sempre disperatamente innamorata di lui, si annega per il dolore. La pelle, un giorno, scompare e Ralph muore con lei, seguendo la sua anima all'inferno.
Per fortuna, era tutto un sogno: quando si risveglia, il giovanotto lascia la bottega dell'antiquario per tornare a casa dalla sua Pauline che diventerà sua moglie.

## Produzione
Il film fu prodotto dalla Edison Company. Venne girato con il titolo di lavorazione The Asses' Skin.

## Distribuzione
Distribuito dalla Kleine-Edison Feature Services, il film uscì nelle sale cinematografiche statunitensi il 13 ottobre 1915.